# Пьяно-ди-Сорренто
Пьяно-ди-Сорренто (итал. Piano di Sorrento) — коммуна в Италии, располагается в регионе Кампания, в провинции Неаполь.
Население составляет 13 008 человек (2018 г.), плотность населения — 1858 чел./км². Занимает площадь 7 км². Почтовый индекс — 80063. Телефонный код — 081.
Покровителем коммуны почитается Архангел Михаил, празднование 29 сентября.

## Демография
Динамика населения:

## Образование и наука
Инженерно-морской институт имени Нино Биксио (Nino Bixio Istituto Nautico di Piano di Sorrento).

## Администрация коммуны
- Официальный сайт: http://www.comune.pianodisorrento.na.it/